# Polymera nimbipennis
Polymera nimbipennis är en tvåvingeart som beskrevs av Alexander 1946. Polymera nimbipennis ingår i släktet Polymera och familjen småharkrankar.
Artens utbredningsområde är Ecuador. Inga underarter finns listade i Catalogue of Life.